# Carles Morató i Brugaroles

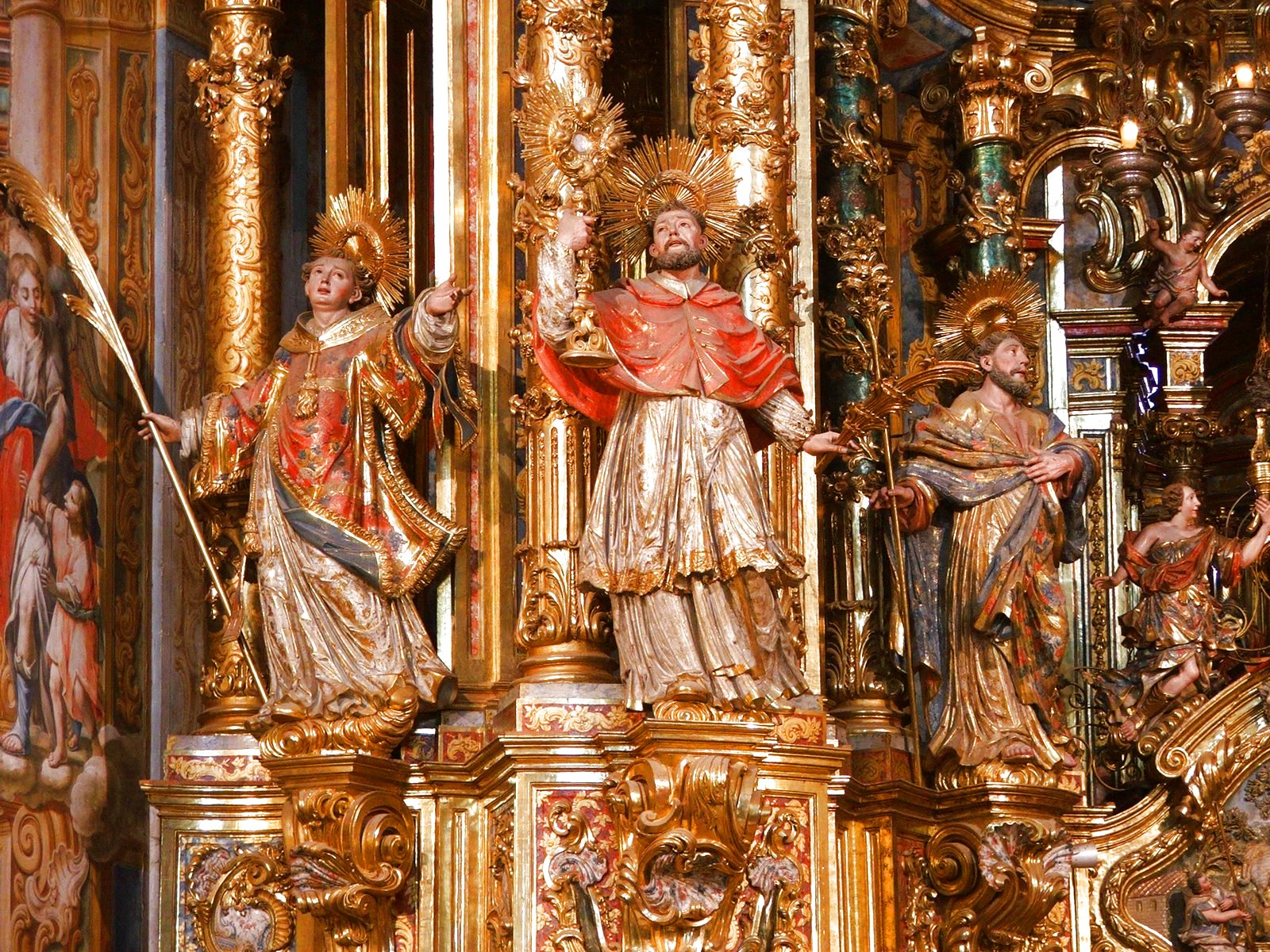
Retaule Barroc del Miracle (Riner, Solsonès). Detall: Sant Esteve, Sant Ramon i Sant Josep.

Carles Morató i Brugaroles   (Vic, 1721 - Solsona, 1780) va ser un arquitecte i escultor català, considerat un dels màxims exponents del barroc català, en especial de l'escultura. Fill del també arquitecte i escultor Jacint Morató i Soler, pertanyent a la nissaga dels Morató o Moretó, arquitectes i escultors que van treballar ininterrompudament durant més de dos segles i que van usar habitualment el cognom Morató, tal com l'artista signava els contractes i documents en general. Carles Morató va ser el creador de diverses obres entre les quals en destaca el retaule major del Santuari del Miracle de Riner (Solsonès), una de les obres més conspícues de l'art barroc català, sobretot pel que fa a la tipologia del retaule cambril.

## Biografia
Carles Morató neix l'any 1721 a Vic, dins la 4a generació de la saga Morató, a la branca Morató-Brugaroles. Tot i néixer a Vic, va residir gairebé sempre a Solsona acompanyant el seu pare Jacint Morató, que treballava a la Catedral de Solsona des del 1729. El seu pare va instal·lar el seu taller al número 19 del carrer Castell de Solsona, on actualment s'hi troba la biblioteca comarcal de Solsona (que porta el seu nom en homenatge), i on Carles Morató continuà la seva tasca.
L'any 1746 es casa amb Magdalena Viladot, filla de Joan Viladot (adroguer solsoní) i Mariangela Viladot. El matrimoni va tenir un fill, Carles Morató i Viladot, qui va seguir l'ofici familiar treballant a Solsona.
Carles Morató i Brugaroles mor a la ciutat de Solsona el 31 de desembre de 1780. El dia 1 de gener de 1781 se celebra en el seu honor una missa cantada i, seguidament, se li dona sepultura eclesiàstica. El seu testament queda a mans d'Anton Aguilar, notari de Solsona.

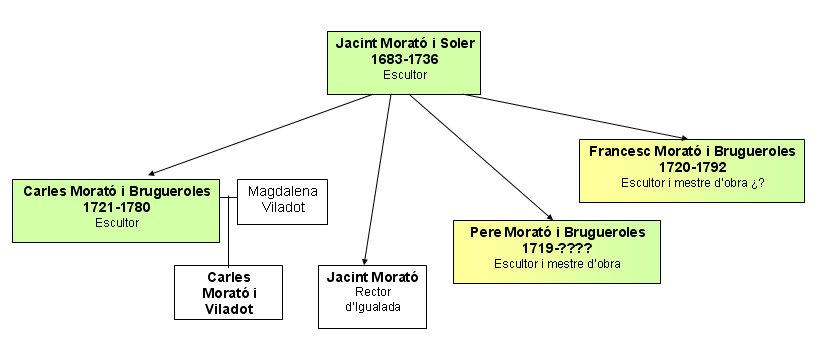
La branca Morató-Brugueroles de la quarta generació de la nissaga

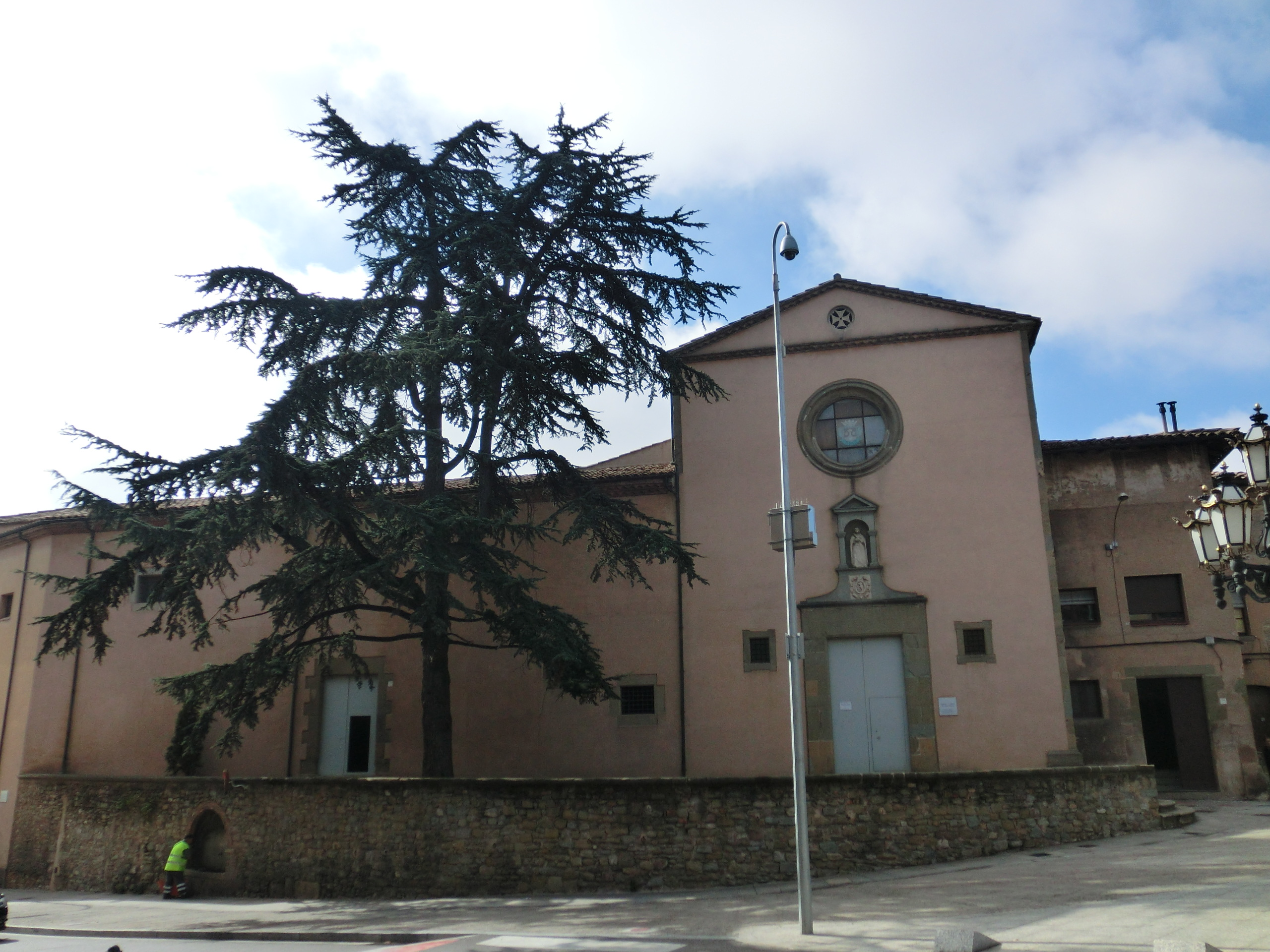
Església i Convent de Santa Teresa de Vic (Osona, Catalunya), d'estil barroc del.

## Obres

### 1747-1758.Santuari del MiracledeRiner(Solsonès).
Article principal:Retaule barroc del Miracle.
El Retaule barroc del Miracle és l'obra més espectacular conservada de Carles Morató, contractada l'any 1747 i enllestida el 1758. Hi combina l'arquitectura del temple amb l'arquitectura del retaule. Amb posterioritat, entre 1760 i 1774, el pintor solsoní Antoni Bordons, va dur a terme la policromia i el daurat del conjunt.
Aquesta obra culminant s'aixeca a l'absis de l'església del Santuari del Miracle de Riner (Solsonès). Carles Morató heretà de Jacint Morató el vigorós llenguatge corporal de les figures i el domini de la tècnica del relleu del seu pare. En aquest retaule s'hi pot copsar el perfecte maridatge entre l'escultura colossal de bust rodó i l'arquitectura del retaule com a gran escenografia teatral, malgrat que a vegades quedi amagada per un ric repertori ornamental de formes rococó a base de petxines, volutes i rocalla. L'arquitecte Cèsar Martinell va definir el retaule com un dels exemples de l'excel·lència assolida pels tallers escultòrics catalans d'època moderna. El retaule baldaquí (tipologia de moble que permet la circulació interna) és un dels més grans i espectaculars erigits mai a Catalunya.
La iconografia del retaule commemora la miraculosa aparició de la Mare de Déu, el 1458, als vailets Jaume i Celdoni, demanant-los que li professessin devoció. L'any següent, el bisbe n'autoritzà el culte i un segle més tard el mestre de cases Laurent Miquel erigí un santuari més gran i capaç. El retaule major que presidia la primera ampliació era obra del portuguès Pere Nunyes i encara es conserva a la capella del Santíssim. L'afluència continuada de pelegrins va propiciar que, al segle xvii, el temple es tornés a ampliar, aquesta vegada pel vigatà Josep Morató.

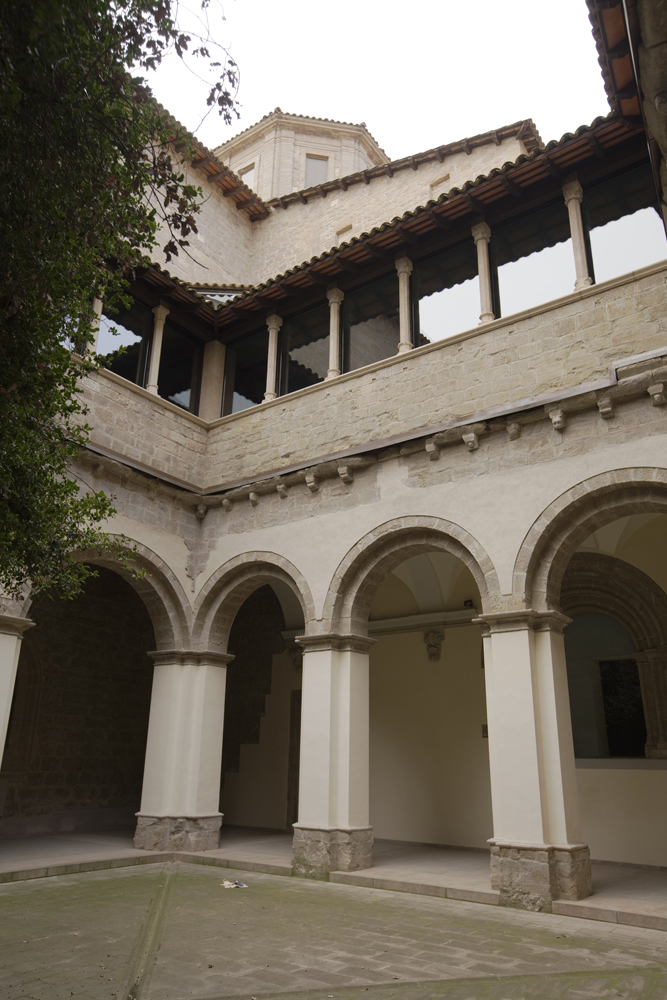
Claustre actual de la Catedral de Solsona.

L'edifici, tal com es troba avui dia, consta d'un absis pentagonal amb una gran nau de planta de saló coberta amb una volta segmentada de crestes i veles. A banda i banda s'hi arrengleren capelles laterals cobertes amb volta de creueria i connectades per passadissos i tribunes altes, que a la banda meridional donen a l'exterior en forma de balconades. Pel costat de ponent encara s'hi pot apreciar la fonamentació de la part inacabada de l'església, que preveia un campanar adossat a la façana principal.
L'extraordinària afluència de pelegrins i les dimensions colossals de la nova arquitectura projectada requerien un moble que no hi desdigués. Per això, es va optar per un organisme tridimensional que, com si es tractés d'un gran ventre de fusta, hostatgés la talla romànica de la Mare de Déu del Miracle de Riner i permetés el trànsit de pelegrins per l'interior. Aquest àmbit més sagrat queda protegit per columnes d'ordre compost amb estàtues monumentals de Sant Josep, Sant Ramon Nonat i Sant Esteve, a la dreta; i de Sant Joan Baptista, Sant Pere i Sant Tomàs Apòstol, a l'esquerra. El cos superior el presideix Sant Martí amb les virtuts teologals de la fe i l'esperança, reclinades damunt frontons.

### 1759. Església i Convent de Santa Teresa deVic.
Realització del Monument de Setmana Santa.

### 1766.Santuari de la Mare de Déu de la GlevaaLes Masies de Voltregà(Osona).
Article principal:Mare de Déu de la Gleva.
N'és autor, juntament amb altres membres de la seva família. L'any 1759 un llamp va destruir gran part del Santuari. El 1766 es van començar les obres de reconstrucció a càrrec de l'arquitecte vigatà Josep Morató Selles, que hi va afegir la rectoria i l'hostatgeria i va dotar al temple d'una gran riquesa ornamental.

### 1774.Sant Feliu de Torelló.
Article principal:Sant Feliu de Torelló.
Direcció de les obres d'engrandiment de la parròquia. A finals del segle xix es va decidir fer la façana nova. Carles Morató va construir la fornícula de Sant Feliu en pedra blanca. Al damunt s'hi va fer una rosassa vuitavada i els laterals es van deixar per construir-hi dues torres.

### 1776.Catedral de Solsona.
Article principal:Catedral de Solsona.
Contractació del Retaule de la Mercè de la capella del Claustre. L'edifici es va incendiar el 1810 amb la Guerra del Francès, bona part de les voltes de l'església van caure i el mobiliari es va perdre, entre d'altres el retaule de la Mare de Déu del Claustre, obra de Jacint i Carles Morató.

## Curiositats
- Carles Morató va treballar també a Mataró i a Lleida.
- Tant la biblioteca comarcal, com un carrer de la ciutat de Solsona, porten el seu nom.